# 岩寺歴史公園駅
岩寺歴史公園駅（アムサヨクサゴンウォンえき）は、大韓民国ソウル特別市江東区岩寺洞に位置する、ソウル交通公社8号線（別内線）の駅である。駅番号は「809」。

## 歴史
- 2024年8月10日 - 開業[2]。

## 駅周辺
- 江東共同体公園
- 岩寺先史遺跡
- 先史高等学校
- 江東現代ホームタウンアパート
- 新岩中学校
- 江一中学校

## 隣の駅
ソウル交通公社
 8号線（別内線）
長者湖水公園駅 (808) - 岩寺歴史公園駅 (809) - 岩寺駅 (810)